# مارلون روجاس
مارلون روجاس (بالإنجليزية: Marlon Rojas)‏ (11 نوفمبر 1979 في ترينيداد وتوباغو - ) هو لاعب كرة قدم ترينيداد وتوباغو في مركز الدفاع. شارك مع منتخب ترينيداد وتوباغو لكرة القدم. أما مع النوادي، فقد لعب مع ريال سالت ليك ونادي الشرطة ونادي جو بابليك وBermuda Hogges F.C. ‏ وأتلانتا سيلفرباكس.

## وصلات خارجية
- مارلون روجاس على موقع الدوري الأمريكي (الإنجليزية)
- مارلون روجاس على موقع قاعدة بيانات كرة القدم.إي يو (الإنجليزية)
- مارلون روجاس على موقع ناشيونال فوتبول تيمز (الإنجليزية)